# Bienvenu de Miollis

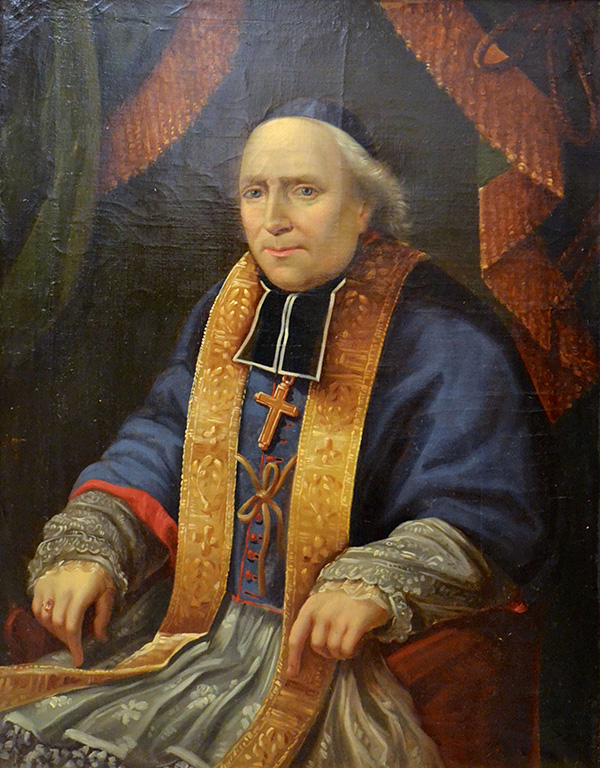
Bisschop Bienvenu de Miollis

François Melchior Charles Bienvenu de Miollis (Aix-en-Provence, 19 juni 1753 - aldaar, 27 juni 1843) was een Franse bisschop.
De Miollis werd in 1777 priester gewijd te Carpentras. Tot de Franse Revolutie was hij actief in Aix-en-Provence, eerst als vicaris, vervolgens aan de universiteit. In 1792 vertrok hij in ballingschap naar Rome omdat hij de eed van haat weigerde af te leggen. Pas in 1801 kon hij terugkeren naar Frankrijk. In 1804 werd hij aangesteld als pastoor in Brignoles en het jaar erop werd hij aangesteld als bisschop van Digne. In 1806 werd hij gewijd als bisschop en hij bleef bisschop van Digne tot zijn emeritaat in 1838. Daarna trok hij zich terug in zijn geboortestad.
Na het Concordaat van 1801 was het bisdom Digne heropgericht en verenigde in zich verschillende kleine bisdommen die waren afgeschaft na de Franse Revolutie. Bisschop de Miollis zette zich vooral in voor de armenzorg.
Bienvenu de Miollis stond model voor de goede bisschop Charles-François-Bienvenu Myriel uit de roman Les misérables van Victor Hugo, verschenen in 1862. Hugo heeft bisschop de Miollis nooit ontmoet maar kende wel zijn twee broers, Honoré Gabriel de Miollis en generaal Sextius de Miollis. Al rond 1835 begon Hugo zich te interesseren in het werk van bisschop de Miollis.